# Lech, Tsjech en Roes

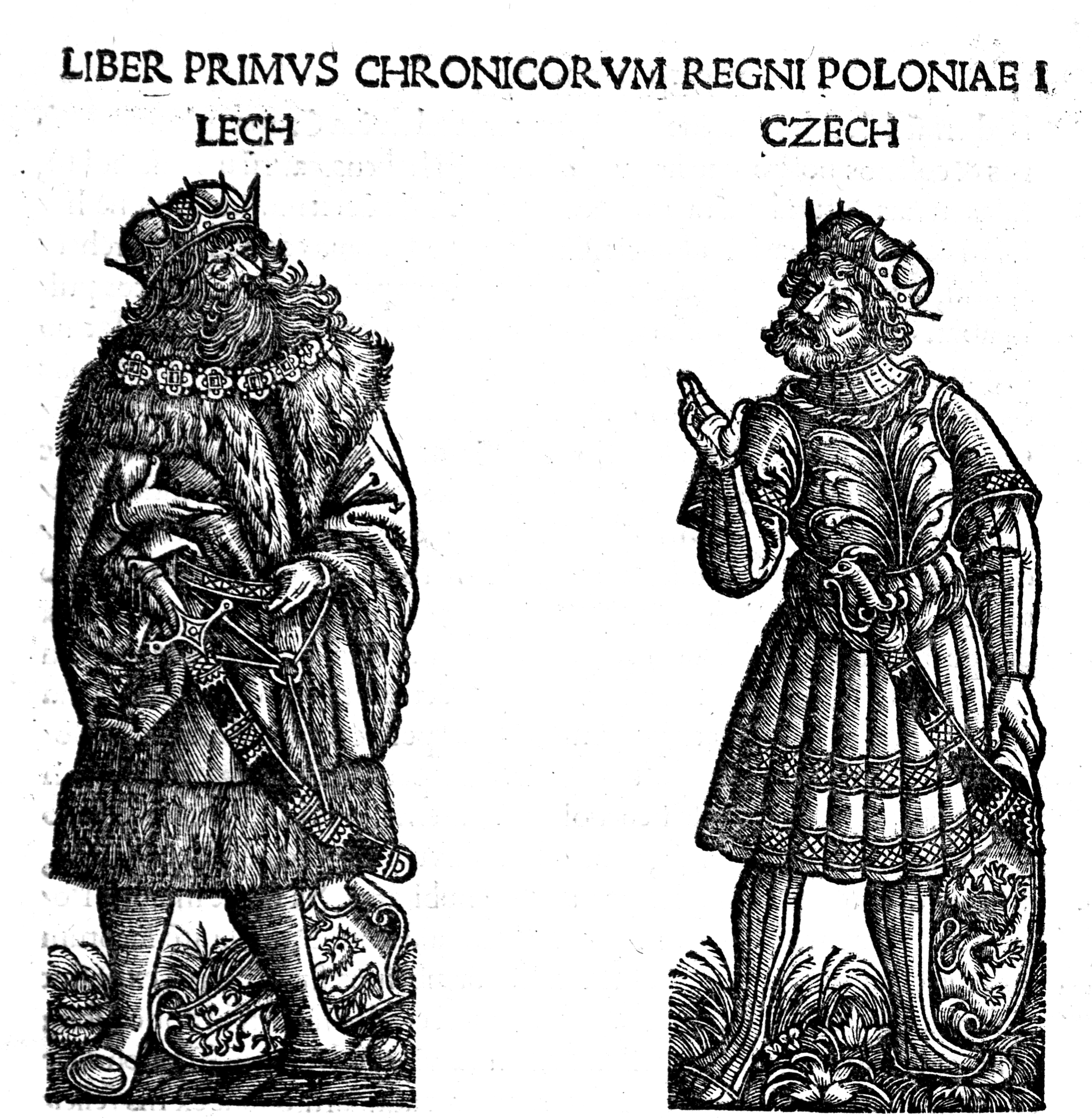
De broers Lech en Tsjech, grondleggers van de West-Slavische landen Lechia en Bohemen (Polen en Tsjechië), afbeelding uit de Chronica Polonorum (1506).

Lech, Tsjech en Roes waren drie legendarische broers die drie Slavische landen oprichten; Lechia (Polen), Tsjechia, inclusief Bohemen en Moravië (het huidige Tsjechië) en Roethenië (modern Rusland, Wit-Rusland en Oekraïne). Er bestaan veel variaties van deze stichtingsmythe, inclusief regionale versies waar soms één of twee van de broers worden genoemd.
Spellingsvariaties op de naam Tsjech zijn onder meer Čech en Czech, ook wel Bohemus, en op de naam Roes ook wel Rus.

## Versies
In de Poolse versie van de legende gingen drie broers samen op jacht, echter volgden ze ieder een apart dier en gingen ze een andere kant op. Roes ging naar het oosten, Tsjech ging naar het westen en vestigde zich op de berg Říp, deze viel op door haar hoge Boheemse bergketenligging. Lech reisde naar het noorden, tijdens de jacht volgde hij zijn pijl en kwam in aanraking met een woeste grote witte arend, die haar nest beschermde tegen gewelddadige indringers. Toen hij de arend zag in de schemerzon, zag Lech dit als een goed teken en besloot er een nederzetting op te richten. Hij noemde zijn nederzetting Gniezno (wat vrij vertaald nest betekent) en uit eerbied adopteerde hij de Witte Arend als zijn blazoen. De witte arend bleef tot op heden het symbool van Polen en de kleuren van de arend met de ondergaande zon zijn nog aanwezig in de vlag van Polen.
In een variant van deze legende gaat het alleen over de twee broers Lech en Tsjech. Deze is vooral bekend in Tsjechië. Dit is opgetekend door Alois Jirásek in het boekwerk oude Boheemse sage en vertelt over twee broers die uit het oosten kwamen naar centraal Europa: Tsjech en Lech. Tsjech wordt erkend als de grondlegger van de Tsjechische Republiek en Lech als grondlegger van de Poolse Republiek. Tsjech beklom de berg Říp en stichtte daar een nederzetting, zijn broer Lech trok naar het laaglandgebied ten noorden daarvan.

## In de literatuur
- De eerste Poolse vermelding van Lech, Tsjech en Roes is te vinden in de Kroniek van Groot-Polen (Pools:Kronika Wielkopolska)[1] geschreven in 1295 in Poznań of Giezno. In de Boheemse kronieken verscheen Tsjech alleen of met Lech, hij wordt voor het eerst genoemd als Bohemus in de Cosmas kroniek uit 1125.